# 丰唐
丰唐（法語：Fontan，法語發音：[fɔ̃tɑ̃]）是法国滨海阿尔卑斯省的一个市镇，位于该省东部，属于尼斯区。

## 地理
丰唐（44°0'14"N, 7°33'13"E）面积49.61 平方千米，位于法国普罗旺斯-阿尔卑斯-蓝色海岸大区滨海阿尔卑斯省，该省份为法国东南部沿海省份，南濒地中海，西南至瓦尔省，西北接上普罗旺斯阿尔卑斯省，北部和东部与意大利接壤。
与丰唐接壤的市镇（或旧市镇、城区）包括：萨奥尔日、拉布里格、唐德。
丰唐的时区为UTC+01:00、UTC+02:00（夏令时）。

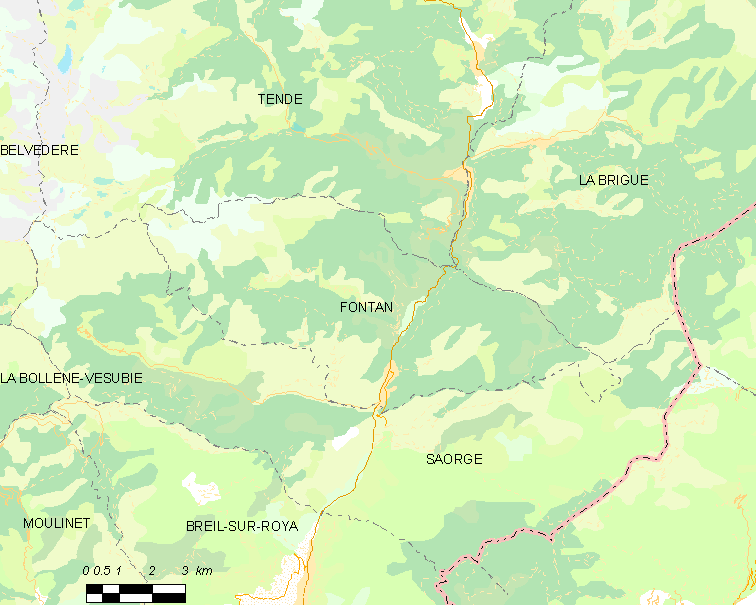
丰唐的OSM定位图

## 行政
丰唐的邮政编码为06540，INSEE市镇编码为06062。

## 政治
丰唐所属的省级选区为孔特县。

## 交通
滨海阿尔卑斯省省道D6204线经过境内。
丰唐-索尔日站每天开行前往尼斯的列车。

## 人口

1962-2008年间丰唐人口变化图示

丰唐于2022年1月1日时的人口数量为309人。